# Oggy et les Cafards : Nouvelle Génération
 (novembre 2023).
- Si vous ne connaissez pas le sujet, laissez ce bandeau (vous pouvez alors contacter les auteurs).
- Si vous supprimez le contenu mis en cause (vous pouvez préalablement contacter les auteurs),

argumentez précisément cette suppression dans la page de discussion
(un manque de référence n'est pas un argument ; une recherche réelle de référence doit avoir été effectuée, être formellement documentée).
 (juillet 2023).
La mise en forme du texte ne suit pas les recommandations de Wikipédia : il faut le « wikifier ».
Les points d'amélioration suivants sont les cas les plus fréquents. Le détail des points à revoir est peut-être précisé sur la page de discussion.
- Les titres sont pré-formatés par le logiciel. Ils ne sont ni en capitales, ni en gras.
- Le texte ne doit pas être écrit en capitales (les noms de famille non plus), ni en gras, ni en italique, ni en « petit »…
- Le gras n'est utilisé que pour surligner le titre de l'article dans l'introduction, une seule fois.
- L'italique est rarement utilisé : mots en langue étrangère, titres d'œuvres, noms de bateaux, etc.
- Les citations ne sont pas en italique mais en corps de texte normal. Elles sont entourées par des guillemets français : « et ».
- Les listes à puces sont à éviter, des paragraphes rédigés étant largement préférés. Les tableaux sont à réserver à la présentation de données structurées (résultats, etc.).
- Les appels de note de bas de page (petits chiffres en exposant, introduits par l'outil «  Source ») sont à placer entre la fin de phrase et le point final[comme ça].
- Les liens internes (vers d'autres articles de Wikipédia) sont à choisir avec parcimonie. Créez des liens vers des articles approfondissant le sujet. Les termes génériques sans rapport avec le sujet sont à éviter, ainsi que les répétitions de liens vers un même terme.
- Les liens externes sont à placer uniquement dans une section « Liens externes », à la fin de l'article. Ces liens sont à choisir avec parcimonie suivant les règles définies. Si un lien sert de source à l'article, son insertion dans le texte est à faire par les notes de bas de page.
- La présentation des références doit suivre les conventions bibliographiques. Il est recommandé d'utiliser les modèles {{Ouvrage}}, {{Chapitre}}, {{Article}}, {{Lien web}} et/ou {{Bibliographie}}. Le mode d'édition visuel peut mettre en forme automatiquement les références.
- Insérer une infobox (cadre d'informations à droite) n'est pas obligatoire pour parachever la mise en page.

Pour une aide détaillée, merci de consulter Aide:Wikification.
Si vous pensez que ces points ont été résolus, vous pouvez retirer ce bandeau et améliorer la mise en forme d'un autre article.
Oggy Oggy
Oggy et les Cafards : Nouvelle Génération est une série animée comique burlesque produite par Xilam Animation pour le service de streaming Netflix. Il s'agit d'un reboot de la longue série animée de Xilam Oggy et les Cafards,,,,. Comme la série originale, elle se concentre sur les pitreries loufoques d'Oggy et du trio de cafards espiègles qui habitent sa maison. Outre les personnages titulaires, la série présente également l'ajout de Piya, un éléphanteau optimiste originaire d'Asie dont Oggy doit s'occuper.
Contrairement à Oggy Oggy ou à l'original, qui avaient tous deux des épisodes qui durent 22 minutes et contiennent trois segments autonomes, les épisodes de Nouvelle Génération durent 43 minutes à six segments chacun. Bien qu'il s'agisse de slapstick, la série s'atténue par rapport à l'original, en se concentrant sur l'amitié d'Oggy avec Piya. Cependant, comme l'original, le redémarrage manque toujours de dialogue réel – les personnages s'expriment fréquemment avec une variété de bruits.
Des enregistrements d'archives de Hugues Le Bars ont été utilisés pour les personnages principaux (ainsi qu'un nouveau son), Kaycie Chase double Piya, cette dernière ayant également interprété l'ouverture.

## Synopsis
Oggy accueille pour les vacances la fille de ses amis Indiens : Piya, un éléphanteau de 7 ans. Infatigable, sensible et insouciante, la jeune pachyderme va bousculer le train-train quotidien du chat bleu, qui devra apprendre à jouer au parent intérimaire. Une aubaine pour les cafards, qui voient en Piya un nouveau moyen de pourrir la vie d’Oggy !

## Fiche technique
- Titre original : Oggy et les Cafards: Nouvelle Génération
- Création : (personnages) Jean-Yves Raimbaud (personnage de Piya) Hugo Gittard (en)
- Réalisation : Khalil Ben Naamane
- Producteur : Marc du Pontavice
- Producteur délégué : Marc du Pontavice
- Société de production : Xilam Animation
- Avec la participation de : M6 et Gulli, Netflix, CNC, Sofitvcine 8, Cofimage 31, Cinemage 15
- Musique et interprété par : Vincent Artaud
- Musique du générique composée par : Hugues Le Bars
- Générique interprété par : Kaycie CHASE
- Scénario : Lorraine Collet, Philippe Riche, Jean Harlez, d'après la série créée par Jean-Yves Raimbaud et réalisée par Olivier Jean-Marie
- Direction artistique : Guillaume Lebois

## Épisodes
1. Tic et Toc
2. Dans la forêt lointaine
3. Soirée Piyama
4. Le chant du canari
5. Pelote Mania
6. La moustache héroïque
7. Cher journal
8. Passion poisson
9. Petit prince
10. Gentil nounours
11. La ruée vers l'eau
12. N'ouvre à personne
13. Bienvenue aux extra-terrestres
14. Sculpture de légumes
15. Monsieur Rigolo
16. Piya l'imbattable
17. Les cafards redécorent
18. Parano Pédalo
19. Tresse en détresse
20. A la belle étoile
21. La collerette
22. Le chapeau de la honte
23. Un défi à roulettes
24. Au revoir les cafards
25. Au secours un clown
26. La dernière fleur
27. La varicelle
28. La maison de Piya
29. Un pur moment de détente
30. Trêve d'anniversaire
31. La trompe enrhumée
32. La poupée perdue
33. Suivez le guide !
34. Piya décroche la lune
35. Ne quittez pas !
36. Drôle de cafard
37. Un petit souvenir
38. Touche pas à mon arbre
39. L'araignée
40. Nounou d'éléphant
41. Le voleur de copains
42. La patte de l'artiste
43. L'arrivée
44. En grève
45. Oggy Magicien
46. Les évadés du bocal
47. Le jardin secret
48. Pique-nique panique
49. Le majordome
50. Le Meilleur tonton
51. Un si lourd secret
52. Petit frère
53. Attendez-moi !
54. Sage comme une image
55. Cache-cache toupie
56. Bob cœur d'artichaut
57. Le bonheur des autres
58. Halte aux somnambules
59. Mini Oggy
60. Chacun chez soi
61. Le Club des Robinsons
62. Super Oggy
63. Le chat de la Lune
64. Tout comme tonton
65. C'est pas ma faute !
66. Le spectacle de Piya
67. Le cadeau empoisonné
68. Réservé aux papillons
69. Princesse Piya
70. Le petit train
71. Mon pote Kévin
72. Méchant tonton
73. Gonflée à bloc
74. Mange ta coupe !
75. Infiltré
76. La cravate
77. Oggy se rebiffe
78. Gare au mammouth

## Personnages
Les personnages de la série originale avaient reçu des modifications pour ce redémarrage - alors que Jack, Bob et Olivia sont désormais des personnages mineurs, la relation entre Oggy et Olivia reste vague (car ils se sont mariés lors de la finale de la saison 4 de l'original), Kevin (un nouveau personnage) maintenant vit avec Bob, et certains personnages ont subi des changements de personnalité - certains d'entre eux ayant des refontes.

### Personnages secondaires
- Jack - C'est un chat vert avec un nez rouge, un museau gris et un ventre couleur saumon. Il est le cousin d'Oggy et le "cousin une fois enlevé" de Piya, étant le plus dur par rapport à Oggy. Il apparaît dans le premier épisode, et il ne fait pas beaucoup d'apparitions par la suite par rapport à son incarnation originale.
- Olivia - C'est une chatte blanche, une des voisines d'Oggy et sa petite amie. Dans cette incarnation, elle est repensée pour avoir l'air plus dégingandée, mais n'a pas non plus son arc jaune. Elle n'aime pas autant la nature que son incarnation précédente.
- Bob - C'est un grand bulldog brun avec un collier rouge à pointes, un des voisins d'Oggy et l'oncle de Kevin. Il est de nature brutale et n'aime pas beaucoup Oggy.
- Kevin - C'est un petit chiot orange avec un nez bleu, et le neveu de Bob. Kevin se moque parfois d'Oggy, mais parfois ne veut pas, comme accepter de se mettre au défi d'obtenir un badge lié à la pêche, en «l'honneur du scout».
- Les parents de Piya - Éléphants d'Asie - un bleu grisâtre et un violet grisâtre, respectivement - qui sont très gros au point que leur visage n'est pas correctement visible. Depuis qu'ils ont littéralement déposé Piya chez Oggy, ils sont partis en vacances pendant longtemps. Ce sont les amis d'Oggy, même s'ils ne sont pas souvent vus.
- Un grizzli : ours - Il vit dans une forêt loin de la ville. Il vit insouciant à moins d'être provoqué, car il peut devenir comiquement agressif. En tant que tel, il a déjà interféré avec les terrains de camping d'Oggy et Piya.